# Kele
Il Kele (in russo Келе?; in lingua sacha: Кэлэ) è un fiume della Siberia orientale, affluente di destra dell'Aldan (bacino idrografico della Lena). Si trova in Russia, nella Sacha (Jacuzia).
Il fiume ha origine dai monti di Verchojansk e scorre prevalentemente in direzione sud-occidentale; sfocia nel fiume Aldan a 56 km dalla sua foce nella Lena. La lunghezza del Kele è di 242 km, l'area del suo bacino è di 8620 km². Il suo maggior affluente è l'Ėjėges (Эйэгес, lungo 98 km) proveniente dalla destra idrografica.